# At My Most Beautiful
"At My Most Beautiful" er en sang af det amerikanske alternative rockband R.E.M., og den blev udgivet i 1999 som den tredje single fra albummet Up, der var udkommet året før. Mens sangen blev skrevet lagde gruppen mærke til en lighed med the Beach Boys' arbejde, og prøvede med vilje at få den til at ligne bandets musik. Forsanger Michael Stipe stræbte efter at få teksten til at blive den mest romantiske han nogensinde havde skrevet, og den klaver-baserede ballade blev R.E.M.'s første ligefremme kærlighedssang. Sangen nåede nummer 10 på UK Singles Chart.

## Spor
Alle sange er skrevet af Peter Buck, Mike Mills og Michael Stipe med mindre andet er indikeret.
CD
1. "At My Most Beautiful" (Radio Remix)
2. "The Passenger" (Live, Later with Jools Holland – BBC Radio Theatre, London) (Iggy Pop)
3. "Country Feedback" (Live, Later with Jools Holland – BBC Radio Theatre, London) (Bill Berry, Buck, Mills, and Stipe)

Japanse 3" CD
1. "At My Most Beautiful" (Live, Later with Jools Holland – BBC Radio Theatre, London)
2. "So. Central Rain (I'm Sorry)" (Live, Later with Jools Holland – BBC Radio Theatre, London) (Berry, Buck, Mills, and Stipe)

## Hitlister
| Hitliste (1998)                                  | Højeste placering |
| ------------------------------------------------ | ----------------- |
| Europe (Eurochart Hot 100)                       | 39                |
| Irland (IRMA)                                    | 28                |
| Skotland (Official Charts Company)               | 9                 |
| Storbritannien Singles (Official Charts Company) | 10                |
| US Adult Alternative Top 30 (Radio & Records)    | 19                |